# Grenzfälle – Es geschah übermorgen
Grenzfälle – Es geschah übermorgen (im Original: Aux frontières du possible) ist eine 13-teilige französisch-deutsche Science-Fiction/Mystery-Serie aus den Jahren 1971 bis 1974. Das Wort „Grenzfälle“ wurde erst bei einer RTL-Wiederholung dem deutschen Titel hinzugefügt.

## Inhalt
Das I.I.S.W. („Internationales Institut zum Schutz der Wissenschaften“, im Original B.I.P.S «Bureau International de Prevention Scientifique») ist eine französische Sicherheitsorganisation, deren Agenten eingesetzt werden, wenn Erfindungen oder wissenschaftliche Entdeckungen für kriminelle Machenschaften eingesetzt werden. Die Agenten Yan Thomas und Barbara Andersen erhalten ihre Aufträge von ihrem Chef Monsieur Courtenay-Gabor; für drei Episoden wurde dabei Barbara Andersen durch Christa Neumann ersetzt.

## Hintergrund
Die Serie wird oft wegen ihrer mehr oder weniger großen Parallelen mit Alpha Alpha und S.R.I. und die unheimlichen Fälle sowie der späteren US-amerikanischen populären Reihe Akte X – Die unheimlichen Fälle des FBI und darüber hinaus auch mit der Serie Mit Schirm, Charme und Melone verglichen.
Weitere thematische Gegenstücke waren die Miniserie Das Blaue Palais, welche in den Jahren 1974 und 1976 in insgesamt fünf Teilen ausgestrahlt wurde, und Geschichten aus der Zukunft (1978–1980).

## Episoden
Die Serie umfasst insgesamt 13 Episoden in 2 Staffeln.

### Staffel 1
1. Der seltsame Zweig
2. Das Vermächtnis Benazzi
3. Die Astronauten
4. Der Tag hat 96 Stunden
5. Warum lacht man in Surville
6. Geheime Konferenzen

### Staffel 2
1. Untertassen fliegen nicht
2. Das zerrissene Netz
3. Wer glaubt schon an Marsmenschen
4. Eine Katze, keine Katze
5. Keine Angst vor großen Stieren
6. Zwei Herren auf dem Holzweg
7. Akte Hemingway

## DVD-Veröffentlichung
Die Serie wurde im Jahr 2011 von Pidax auf Deutsch auf DVD veröffentlicht.